# Agoratheater
Het Agoratheater (gestileerd als AGORA) is een theater in het centrum van Lelystad. Het gebouw valt op door zijn feloranje kleur.

## Geschiedenis
Het huidige gebouw staat op de locatie van het vorige theater met dezelfde naam. Dat gebouw werd in 1977 geopend en was een ontwerp van Frank van Klingeren, die eerder al De Meerpaal in Dronten had ontworpen. Het gebouw was echter verouderd, waardoor het gemeentebestuur besloot om, in het kader van de vernieuwing van het stadshart, het oude gebouw te slopen. In 2002 werd het gebouw gesloten en in 2004 werd het gesloopt. Projectleider Adriaan Geuze vroeg architect Ben van Berkel (bekend van de Erasmusbrug in Rotterdam) een nieuw gebouw te ontwerpen. Hij ontwierp het samen men Gerard Loozekoot. Het totale budget bedroeg 20 miljoen euro. Het huidige gebouw werd op 25 mei 2007 geopend.

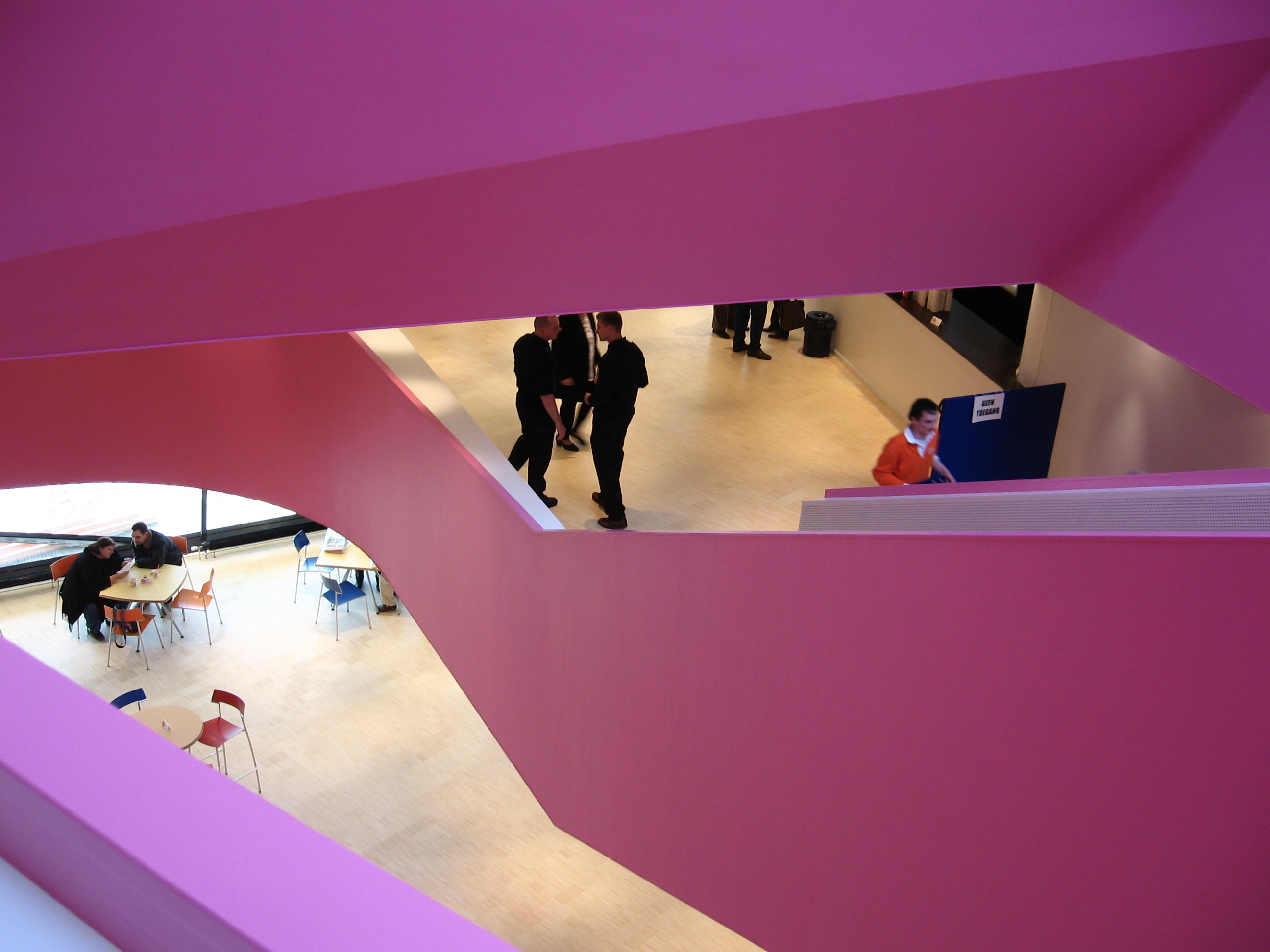
De foyers

## Ontwerp
De constructie is ontworpen door Pieters Bouwtechniek. Voor het gebouw is een verlicht plein van de hand van Adriaan Geuze. Het gebouw heeft een diamantvormige facetvorm, een vorm die tevens terug te vinden is in de grote zaal. De foyers zijn rond en sierlijk afgewerkt met slingerende trappen. In het gebouw zijn nergens pilaren of zuilen te vinden.

### Kleuren
Van Berkel raakte voor de kleurstelling geïnspireerd door de wisselende luchten boven Lelystad voor het exterieur door de ondergaande zon bij de Houtribdijk. Zowel in in- als exterieur zijn hiervoor verwijzingen aan te merken: het exterieur is knaloranje, de foyers een combinatie van wit en roze, de grote zaal is warmrood en de kleine zaal is donkerblauw.

## Ruimten
Het theater heeft een oppervlakte van 30.000 m³. De grote zaal biedt plaats aan 753 personen; de kleine zaal aan 207 personen. Verder zijn er drie multifunctionele ruimten aanwezig, evenals een restaurant en een bar.
Het oude gebouw bood plaats aan 500 personen.